# تاكيشي واتابي
تاكيشي واتابي( ولد في 21 مارس 1936 في كوتشي (محافظة) ، اليابان, و توفي في 13 ديسمبر 2010 ) هو مؤدي اصوات ياباني.

## الأدوار
- كاماكيري في مغامرات نحول
- هيراتا في البطل
- أيسوكي تاشيبانا ـ سيد المنزل في المحقق كونان
- دكتور كامو في جنود السايبورغ
- شاورون في دراغون بول
- باكام ـ غوراث ـ كيبا دايو في سيف النار
- تووياما في جينتاما
- دورو في ماجد لعبة خشبية
- غامابونتا في ناروتو
- غامابونتا في ناروتو شيبودن
- كينجو كوراساكي في سانشيرو
- زعيم البلدة (الحلقة 41 ) بوكيمون
- زيلكوفا الصفراء في سونيك (أنمي)
- كابتن كوك في رحلة العجائب

## المرجع
http://www.animenewsnetwork.com/encyclopedia/people.php?id=10135

## روابط خارجية
- تاكيشي واتابي على موقع IMDb (الإنجليزية)
- تاكيشي واتابي على موقع قاعدة بيانات الفيلم (الإنجليزية)
- تاكيشي واتابي على موقع كينوبويسك (الروسية)
- تاكيشي واتابي على موقع ANN person (الإنجليزية)